# گورستان کان گنبد
گورستان کان گنبد در ۳۰ کیلومتری جنوب شرقی شهرستان ایلام و در مسیر راه ایلام به سدچم گردلان و بخش گچی (دهستان اما)شهرستان ملکشاهی واقع است. این گورستان در دامنه یکی از پشته‌های کوه نخجیر به زبان عامیانه کردی شه نجیر به معنای محل شکار شاه،از رشته‌های فرعی کبیر کوه، واقع شده و طول و عرض تقریبی آن، هر کدام ۳۵۰ متر است. این پشته ترکیبی از صخره و خاک است و گورها عمدتاً در بالا و دامنه آن مشاهده می‌شوند. این اثر در تاریخ ۱۷ بهمن ۱۳۷۹</ref>